# Юрченко, Егор Артёмович
Его́р Артёмович Ю́рченко (белор. Ягор Арцёмавіч Юрчанка; 3 февраля 1919 года — 12 января 1981 года) — участник Великой Отечественной войны, полковой инженер 842-го стрелкового полка 240-й стрелковой дивизии 38-й армии Воронежского фронта, Герой Советского Союза.

## Биография
Егор Юрченко родился 3 февраля 1919 года в деревне Полыковичи, ныне Могилёвского района Могилёвской области, в крестьянской семье. Белорус. Член КПСС с 1942 года. Образование среднее. Работал на кирпичном заводе.
В 1939 году призван в ряды Красной Армии. В 1941 году окончил Борисовское военное инженерное училище. В боях Великой Отечественной войны с января 1942 года. Воевал на Воронежском фронте.
Полковой инженер 842-го стрелкового полка капитан Е. А. Юрченко отличился при форсировании Днепра в районе села Лютеж севернее Киева. В ночь на 27 сентября 1943 года он умело организовал переправу на правый берег реки десантной группы, а в последующие дни — всего личного состава полка, артиллерии, боеприпасов. Был ранен, но продолжал руководить переправой.
Указом Президиума Верховного Совета СССР от 29 октября 1943 года за мужество и героизм, проявленные при форсировании Днепра и удержании плацдарма капитану Егору Артёмовичу Юрченко присвоено звание Героя Советского Союза с вручением ордена Ленина и медали «Золотая Звезда» (№ 1841).
В 1945 году окончил Московскую высшую инженерно-минную школу. С 1948 года полковник Е. А. Юрченко — в запасе. Работал инженером дорожно-строительного управления. Жил в Киеве.
Егор Артёмович Юрченко скончался 12 января 1981 года. Похоронен в Киеве на Лукьяновском военном кладбище.

## Награды
- Медаль «Золотая Звезда» Героя Советского Союза;
- орден Ленина;
- орден Отечественной войны I степени;
- орден Красной Звезды;
- медали.